# Ancienne synagogue de Bonn (1879-1938)

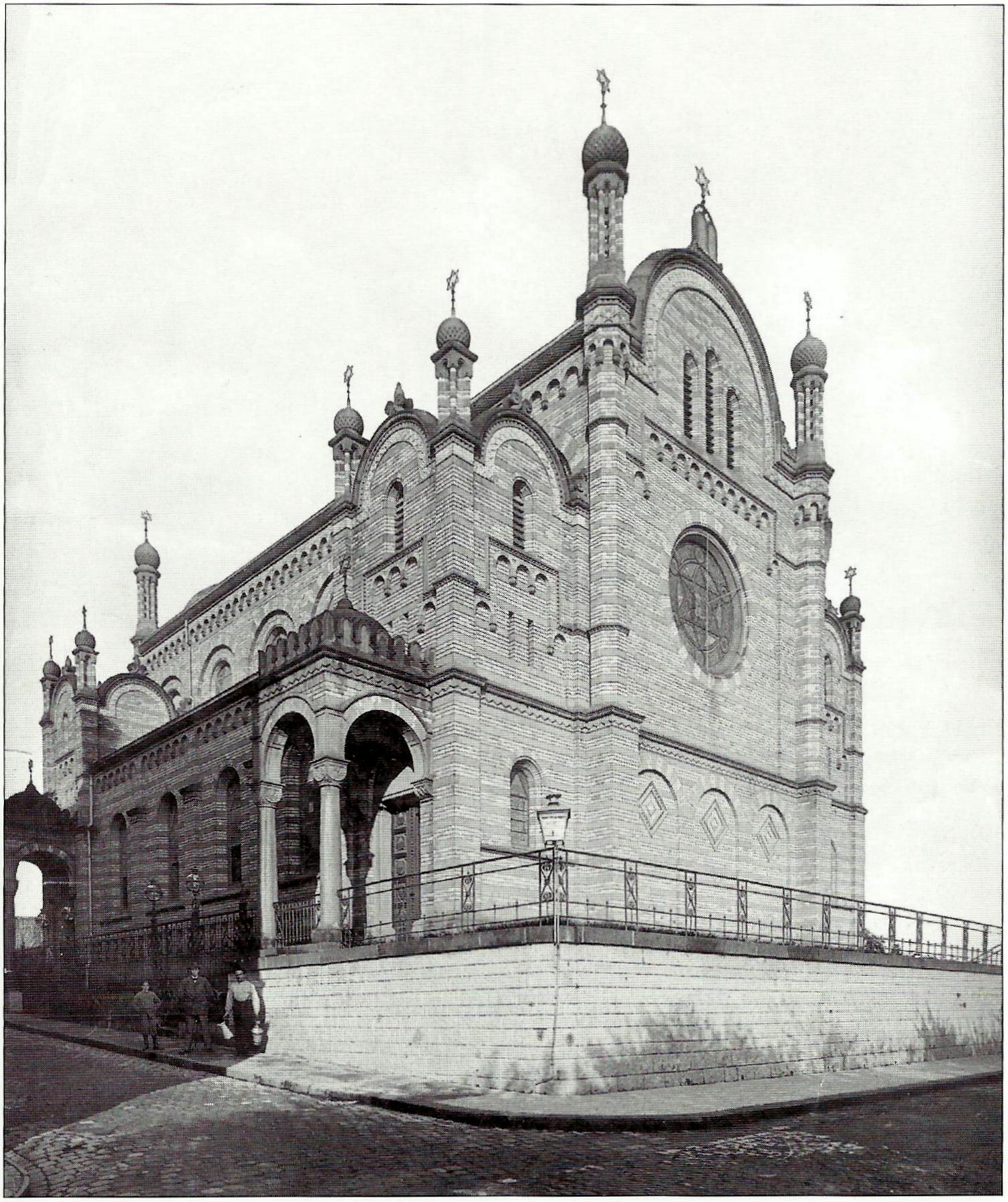
La synagogue avec sa terrasse côté Rhin

L'ancienne synagogue de Bonn, en Rhénanie-du-Nord-Westphalie, a été construite en 1877-1878 et détruite par les nazis lors de la nuit de Cristal en 1938, comme la majorité des synagogues et lieux de culte juif en Allemagne et en Autriche.

## Emplacement de la synagogue

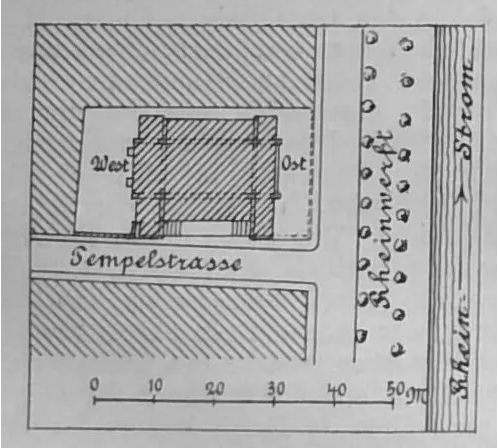
Emplacement de la synagogue

L'ancienne synagogue se trouvait sur les rives du Rhin, du côté nord de la Judengasse, ainsi nommée depuis 1715, rebaptisée Tempelstraße en 1886 après l'inauguration de la synagogue. La rue étant en pente, l'architecte a prévu lors de la construction d'ériger une terrasse de 1,3 m de haut pour compenser ce dénivelé.
Après la destruction de la synagogue, cette rue est ensuite rebaptisée Wegelerstraße en 1939, en l'honneur du médecin et ami d'enfance de Ludwig van Beethoven, Franz Gerhard Wegeler (1765-1848). Les destructions de la guerre et la reconstruction de la vieille ville de Bonn font disparaître la rue. L'ancien pont sur le Rhin situé à proximité, détruit pendant la Seconde Guerre mondiale a été remplacé par le pont Kennedy. Les bords du Rhin où se trouvait la synagogue ont été aménagés et forment actuellement la promenade Moses-Hess.

## Histoire de la synagogue
La synagogue de la communauté juive de Bonn est construite sur la nouvelle Judengasse, sur un terrain de 37 m de long par 21 m de large, occupé auparavant par trois anciens bâtiments d'habitation, selon les plans de l'inspecteur royal des bâtiments Hermann Eduard Maertens (1823-1898), qui travaille alors comme architecte à Bonn. Celui-ci présente une ébauche du projet dès décembre 1874 et est retenu par la communauté juive pour la réalisation des plans à livrer au plus tard en janvier 1876,. Le projet s'inspire de la synagogue de la Glockengasse, construite en 1857-1861 par Ernst Friedrich Zwirner à Cologne[réf. à confirmer]. Le permis de construire est délivré le 18 janvier 1877 et les travaux vont s'échelonner de l'été 1877 jusqu'au début décembre 1878.
L'inauguration solennelle a lieu le 31 janvier 1879. Dans la revue Deutschen Bauzeitung en 1890, l'architecte Maertens détaille le coût final de la construction:
| Coût de construction                          |              |
| Gros œuvre (hors travaux de taille de pierre) | 57 015 marks |
| Taille de pierre (ornements inclus)           | 13 200 marks |
| Peinture somptueuse et stylisée               | 4 791 marks  |
| Vitrage coloré simple                         | 1 169 marks  |
| Armoire de Torah en chêne polychrome          | 2 100 marks  |
| Chaire en marbre noir et blanc                | 885 marks    |
| Bancs et portes en chêne                      | 7 863 marks  |
| Éléments d'éclairage de style                 | 4 725 marks  |
| Conduites de gaz                              | 849 marks    |
| Grilles côté rue                              | 848 marks    |
| TOTAL                                         | 93 445 marks |

 .
Le coût total, réparti sur la surface construite, s'élève à environ 226 marks pour 1 m2 et, répartis sur le contenu physique de la construction (mesuré jusqu'à l'arête supérieure de chaque corniche principale), à 21,50 marks pour 1 m3.

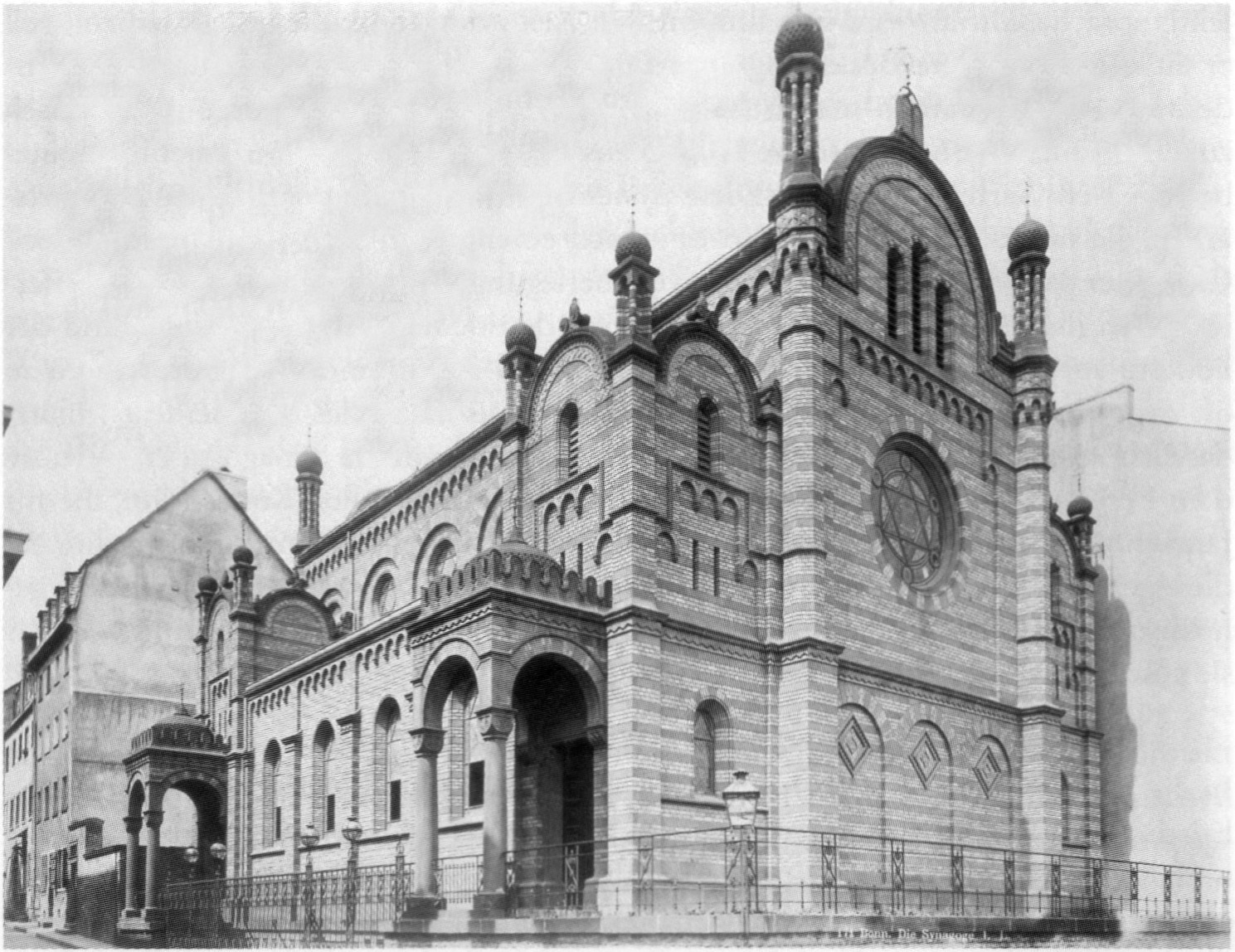
La synagogue vers 1880

En 1909-1910, une maison communautaire juive est construite sur le terrain voisin et reliée à la synagogue d'après un projet de l'architecte de Bonn, Karl Thoma, pour former un ensemble complet, avec espaces verts et clôture. La synagogue est en plus dotée d'une extension d'un étage,. En 1928, elle est transformée et rénovée sous la direction et d'après les plans de l'architecte Robert Stern de Cologne.
Pendant la nuit de Cristal, la synagogue est incendiée le matin du 10 novembre 1938, probablement par des hommes de la SS, et comme le bâtiment n'est pas complètement détruit, il est de nouveau incendié dans la journée. Selon les déclarations faites lors du procès de l'incendie de la synagogue en 1949, les pompiers sont avertis par un appel anonyme à 11 h 29 le 10 novembre 1938, que la synagogue de la Tempelstrasse est en feu. Une équipe de pompiers de Bonn intervient et circonscrit rapidement l'incendie. Mais le chef de la police, le SS-Standartenführer Reinartz, ordonne au chef d'intervention des pompiers de ne porter son attention que sur les maisons voisines. Cinq ou six SS, parlant le dialecte de Cologne, transportent alors pour la deuxième fois des bidons d'essence et d'huile dans la salle de prière de la synagogue et mettent le feu à l'ensemble. Plusieurs spectateurs vont également apporter leur aide en fournissant aussi de l'essence et en brisant les fenêtres pour activer le feu.
Les ruines sont rasées en décembre 1938, en même temps que la maison communale. La propriété du terrain est transférée en juin 1939 de la communauté juive à la ville de Bonn. De décembre 1942 à décembre 1943, une baraque en bois construite sur les fondations du sous-sol de la synagogue sert de crèche, mais elle n'a pas jamais été aménagée et utilisée comme telle et sera démolie à son tour à la fin de la Seconde Guerre mondiale. Les fondations de l'ancienne synagogue sont finalement recouvertes d'une dalle de béton et de gravier, permettant ainsi d'utiliser le terrain comme parking. En 1953, la communauté juive nouvellement créée à Bonn récupère le terrain par l'intermédiaire de la Jewish Trust Corporation, mais le revend dès 1955 à la ville afin d'acquérir en contrepartie un terrain pour la construction d'une nouvelle synagogue.
Depuis janvier 1963, une plaque commémorative est fixée sur l'escalier menant au pont Kennedy ,. Entre mai à septembre 1987, une partie des fondations de la synagogue, encore bien conservées, sont mises au jour par le Rheinisches Amt für Bodendenkmalpflege (Service de conservation des monuments historiques en Rhénanie), en prévision de la construction d'un nouvel hôtel, mais elles n'ont en grande partie pas été conservées. Ce n'est que depuis 1988 qu'un mémorial plus imposant sur la promenade du Rhin Moses-Hess, rappelle la synagogue détruite, avec des briques provenant des fondations redécouvertes de la synagogue. Le texte de la plaque commémorative fixée sur ce mémorial est:
« :Zum Gedenken an die 1879 eingeweihte, am 10 November 1938 durch die nationalsozialistische Gewaltherrschaft zerstörte Synagoge Bonns und an die verfolgten, vertriebenen und ums Leben gebrachten jüdischen Bürger.
Dieses Gedenkzeichen besteht aus Steinen der wenige Meter von hier entfernten Grundmauern der zerstörten Synagoge. Es wurde von der Stadt Bonn am 10 November 1988 eingeweiht.
(En mémoire de la synagogue de Bonn inaugurée en 1879 et détruite le 10 novembre 1938 par le régime national-socialiste et des citoyens juifs persécutés, expulsés et tués.
Ce monument commémoratif est constitué de pierres provenant des murs de fondation de la synagogue détruite, situés à quelques mètres d'ici. Il a été inauguré par la ville de Bonn le 10 novembre 1988.) »
De l'autre côté de la rue, devant la terrasse de l'actuel Hilton, achevé en 1989, se trouvent les restes des fondations du mur est de la synagogue, côté Rhin, qui ont été repositionnés et qui sont classés Monument historique. De plus, en 1990, un fragment de colonne a été érigé à la nouvelle synagogue de Bonn en tant que spolia de l'ancienne synagogue détruite, avec une plaque commémorative, qui a été transférée au printemps 2019 au petit cimetière juif de Waldfriedhof Kottenforst dans le quartier Ückesdorf de Bonn,.

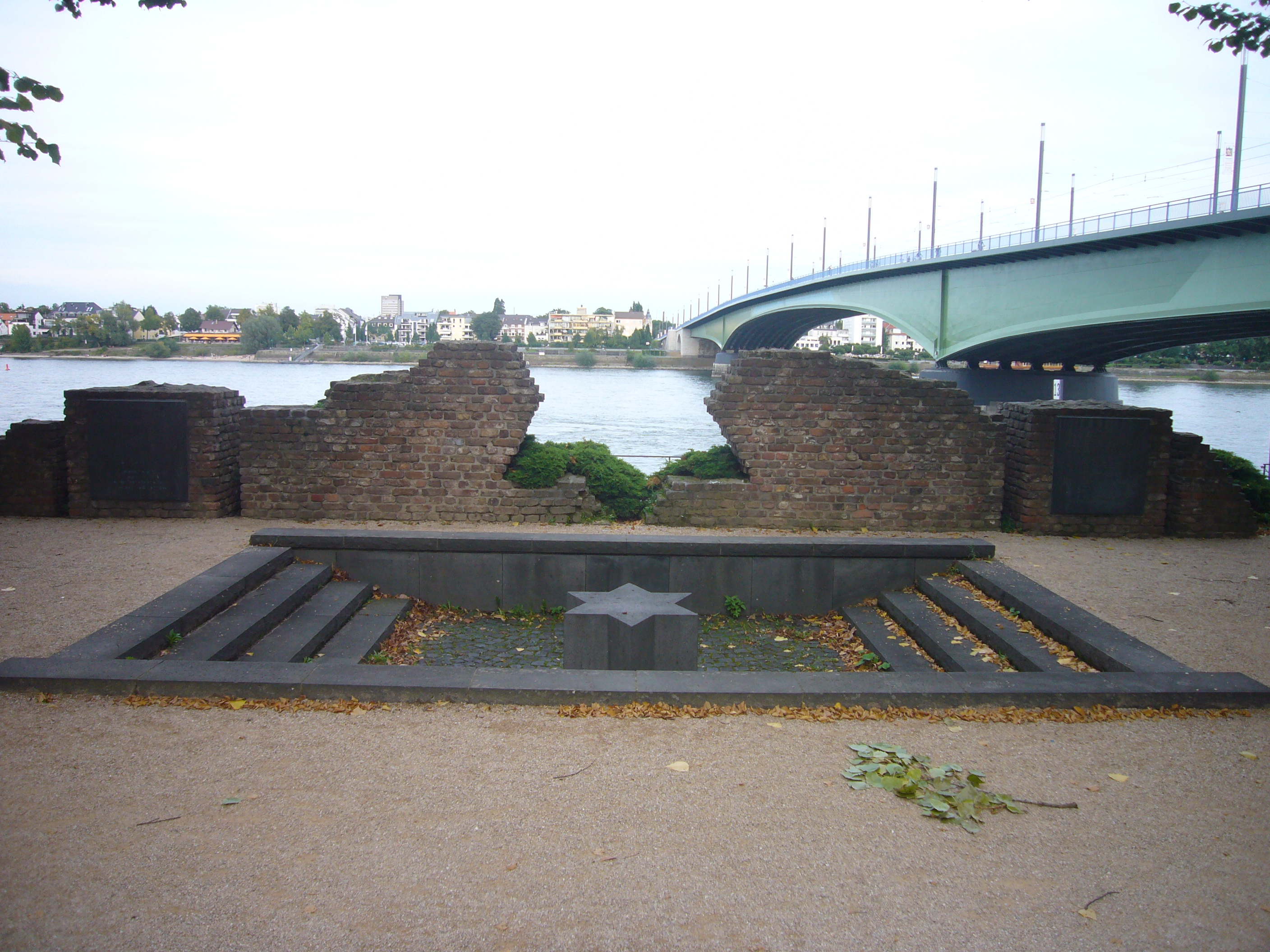
Le mémorial de la synagogue sur la promenade Moses-Hess
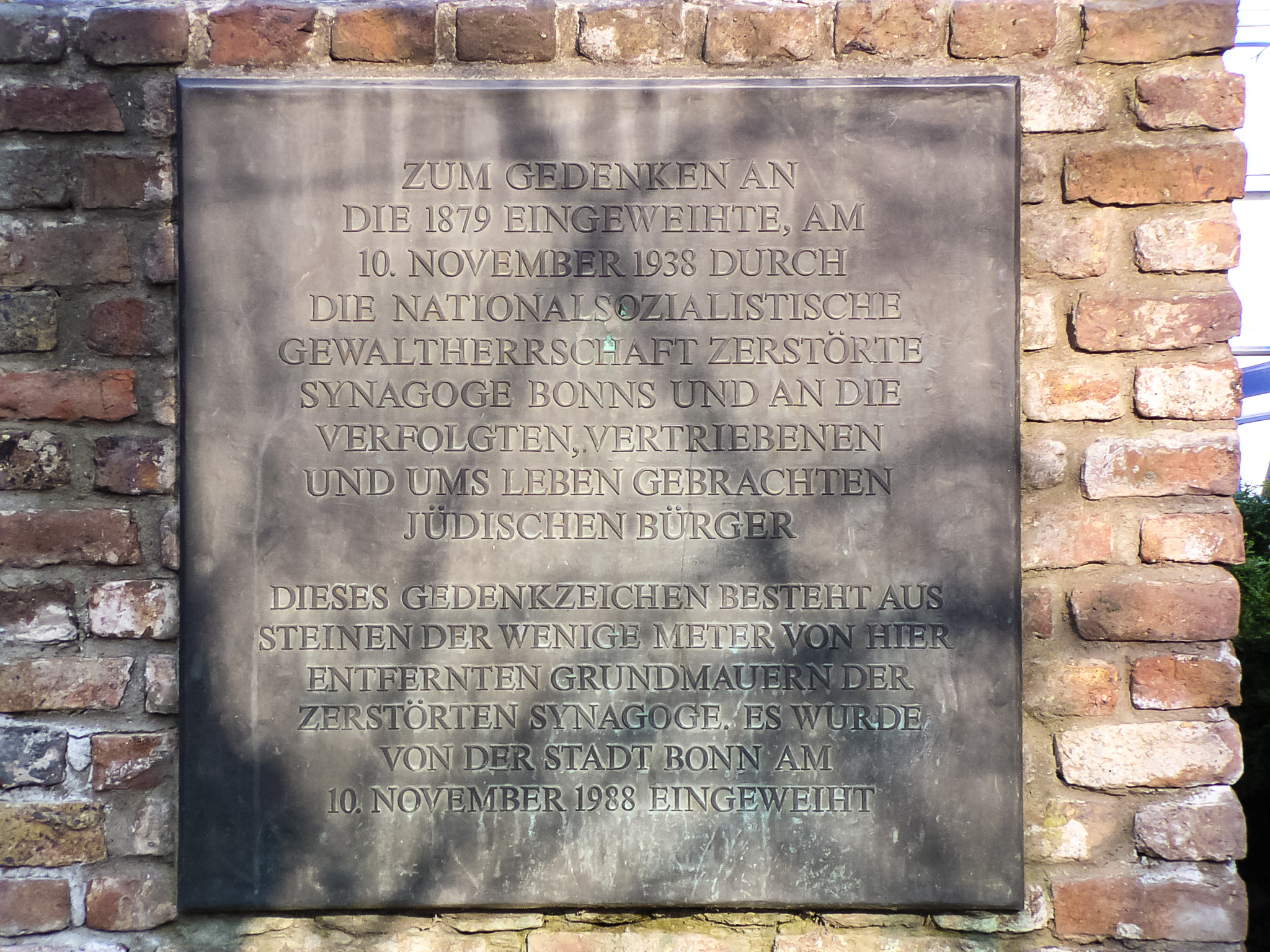
Plaque commémorative
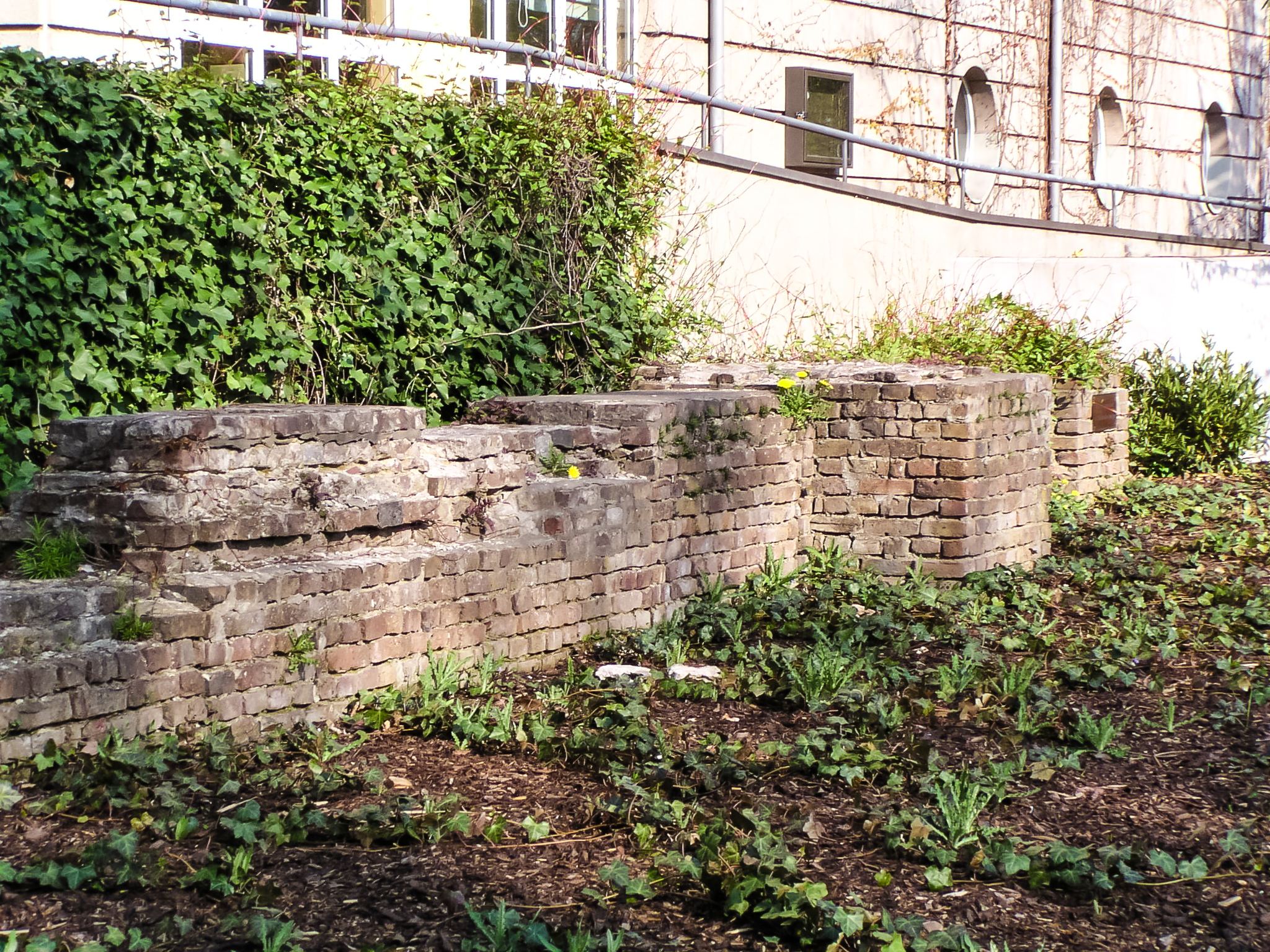
Restes des fondations devant l'hôtel Hilton

### Description de la synagogue

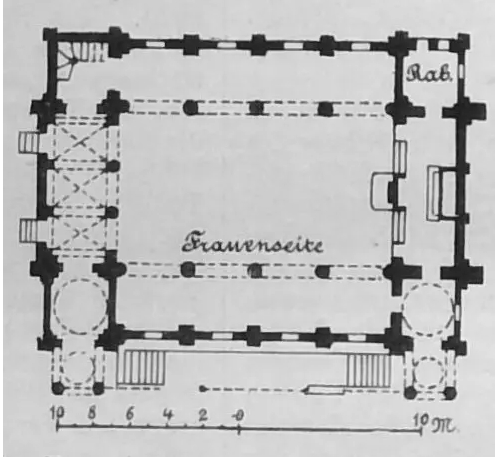
Le plan du rez-de-chaussée

Les dossiers de construction de la synagogue et de la maison communautaire, qui avaient disparu depuis 1962 sont retrouvés en 2017 chez un particulier à Bonn et remis aux archives municipales de Bonn,.
L'architecte Maertens dans son article dans le Deutschen Bauzeitung donne les raisons de ses choix ainsi que des informations sur l'architecture de la synagogue:
« Compte tenu de sa situation privilégiée face au Rhin et à son chantier naval très fréquenté, la communauté souhaitait donner à l'époque, malgré la petite taille de l'édifice, une forme architecturale assez austère, à l'intérieur et à l'extérieur, afin que le nouveau bâtiment ne soit pas trop dépassé par rapport aux autres lieux de culte monumentaux de Bonn. Comme la faible largeur du terrain excluait la disposition strictement centrale, très appréciée dans les grandes synagogues des temps modernes, on choisit le plan général de la célèbre basilique du Harz… 
L'architecte… a érigé les arcs en plein cintre des arcades et du chœur de l'orgue dans un style oriental, il a appliqué à l'extérieur une polychromie vive en insérant des bandes de grès brun-rouge dans les surfaces de briques blanches et jaunes, il a donné aux multiples pignons de toit une forme systématiquement semi-circulaire, il a placé des tourelles avec des dômes en forme de minaret aux extrémités de chaque pignon, Il a protégé chacune des deux entrées principales (à gauche pour les hommes, à droite pour les femmes) par un porche similaire à ceux si souvent utilisés dans les mosquées orientales et a cherché enfin à introduire autant que possible dans les ornements romans individuels aussi bien la ligne en zigzag que des formes végétales naturalistes.
Les besoins cultuels très simples et souvent proches de ceux de l'église protestante ont déterminé les différentes configurations de l'intérieur. L'équipement rituel du chœur, si possible orienté vers l'est, comprend une armoire spacieuse et sûre pour ranger les rouleaux de la Torah (livres de l'ancienne loi), un pupitre de forme particulière sur lequel on peut lire facilement les grands rouleaux ci-dessus, la chaire en forme de lectorium, le pupitre du prédicateur, le chandelier géant à 7 ou 9 branches et la flamme du souvenir pour célébrer les anniversaires des défunts…
Une autre particularité de l'aménagement intérieur est que les synagogues attachent une importance toute particulière à donner un caractère solennel à leurs offices du soir et de la nuit par un éclairage abondant ; à cette occasion, 120 puissantes flammes de gaz brûlent dans la synagogue de Bonn. Un système d'aération complet doit être mis en place pour éviter un échauffement trop important de la pièce. »
Les principales dimensions de l'intérieur de la synagogue de Bonn, données dans le même articles sont les suivantes: 
| Dimensions de la synagogue                           |         |
| Largeur de la nef centrale                           | 8,16 m  |
| Longueur de la nef centrale                          | 15,0 m  |
| Hauteur de la nef centrale                           | 14,0 m  |
| Profondeur du chœur                                  | 3,64 m  |
| Hauteur du chœur (voûté en demi-cercle)              | 11,85 m |
| Largeur des nefs latérales                           | 2,95 m  |
| Hauteur des nefs latérales                           | 7,20 m  |
| Diamètre inférieur des colonnes principales          | 0,63 m  |
| Diamètre supérieur des colonnes principales          | 0,52 m  |
| Hauteur des colonnes principales (chapiteau compris) | 4,60 m  |
| Diamètre inférieur des colonnes secondaires          | 0,38 m  |

.